# 久志村
久志村（くしそん）は、かつて沖縄県（戦後は琉球政府）国頭郡にあった村で、現在の名護市東部にあたる。
現在は久志地域（名護市久志支所管内）として名護市の一地域として位置づけている。
1908年の島嶼町村制で久志間切から久志村となり、1923年に北部が東村として分立。1970年に名護町・屋部村・羽地村・屋我地村と合併、名護市となり廃止した。村役所は瀬嵩に置かれた。

## 沿革
1673年、名護間切の大浦・瀬嵩・汀間・安部・嘉陽・天仁屋・有銘・慶佐次・平良川・川田の10村、金武間切の久志・辺野古が分離して久志間切が新設された。1896年に国頭郡に編入した後、1908年4月1日の島嶼町村制で久志村となった。当時は村域が南北に約70kmと長く、湾入が多く険しい海岸線に位置し、行政運営が困難だった北部集落で分村の動きが高まった。その結果、1923年4月1日に有銘以東の5集落（有銘・慶佐次・平良・川田・宮城）が分村して東村が誕生した（翌1924年に宮城集落の一部が高江集落となり東村は6字となった）。
1945年6月、沖縄戦では6月下旬から米軍か住民の収容所を瀬嵩、大浦湾、久志の3ヶ所に設営した。次々と捕虜になった住民を輸送してくるが、収容するためのテントも不足し食糧もままならなかったため、飢餓やマラリアで命を落とした住民も少なくなかった。
1955年1月、朝鮮戦争の勃発を機に、琉球列島米国民政府は久志村に対し辺野古岳と久志岳一帯で実弾演習を行う旨を通告、1956年、民政府は現在の米海兵隊基地キャンプ・シュワブとなる土地を接収する。
1960年頃、米海兵隊の上陸訓練場として新たに85,000㎡が提供され久志訓練場となる。しかし、ほとんど使用実績がなかったため、復帰後の1974年3月31日には返還された。
1964年の東京オリンピックでは聖火が香港から沖縄に到着したときに嘉陽小中学校（その後小学校のみになり、2009年3月31日閉校）に宿泊した。
主な産業は林業から農業へと変わったものの、過疎化により人口は減少。山を隔てて西海岸の名護町などの町村から合併の動きが出てきたが、村の衰退を懸念し合併に反対してきた。しかしこのままでは村を維持するのは困難であったため、結局1970年8月1日に名護町・屋部村・羽地村・屋我地村と合併し名護市となり、300年近くの歴史に幕を閉じた。村役所は名護市久志支所となった（村役所時代からの庁舎は解体、その後移転）。

## 地域

### 久辺三区
- 久志（くし）
- 豊原（とよはら）
- 辺野古（へのこ）

### 二見以北十区
- 安部（あぶ）
- 大浦（おおうら）
- 大川（おおかわ）
- 嘉陽（かよう）
- 瀬嵩（せだけ）
- 汀間（ていま）
- 天仁屋（てにや）
  - 底仁屋（そこにや）区
- 二見（ふたみ）
- 三原（みはら）

（実際は9つの集落しかないが天仁屋が天仁屋と底仁屋の2つの区に分けているため「10区」となっている）

### 1923年に分村し、東村となった地域
- 有銘（ありめ）
- 慶佐次（げさし）
- 平良（たいら）
- 川田（かわだ）
- 宮城（みやぎ）
- 高江（たかえ）

## 隣接していた自治体
- 名護町（現在の名護市）
- 羽地村（現在の名護市）
- 東村（かつては村の一部だった）
- 宜野座村（戦前は現在の金武町にあたる金武村だった）

## 自然

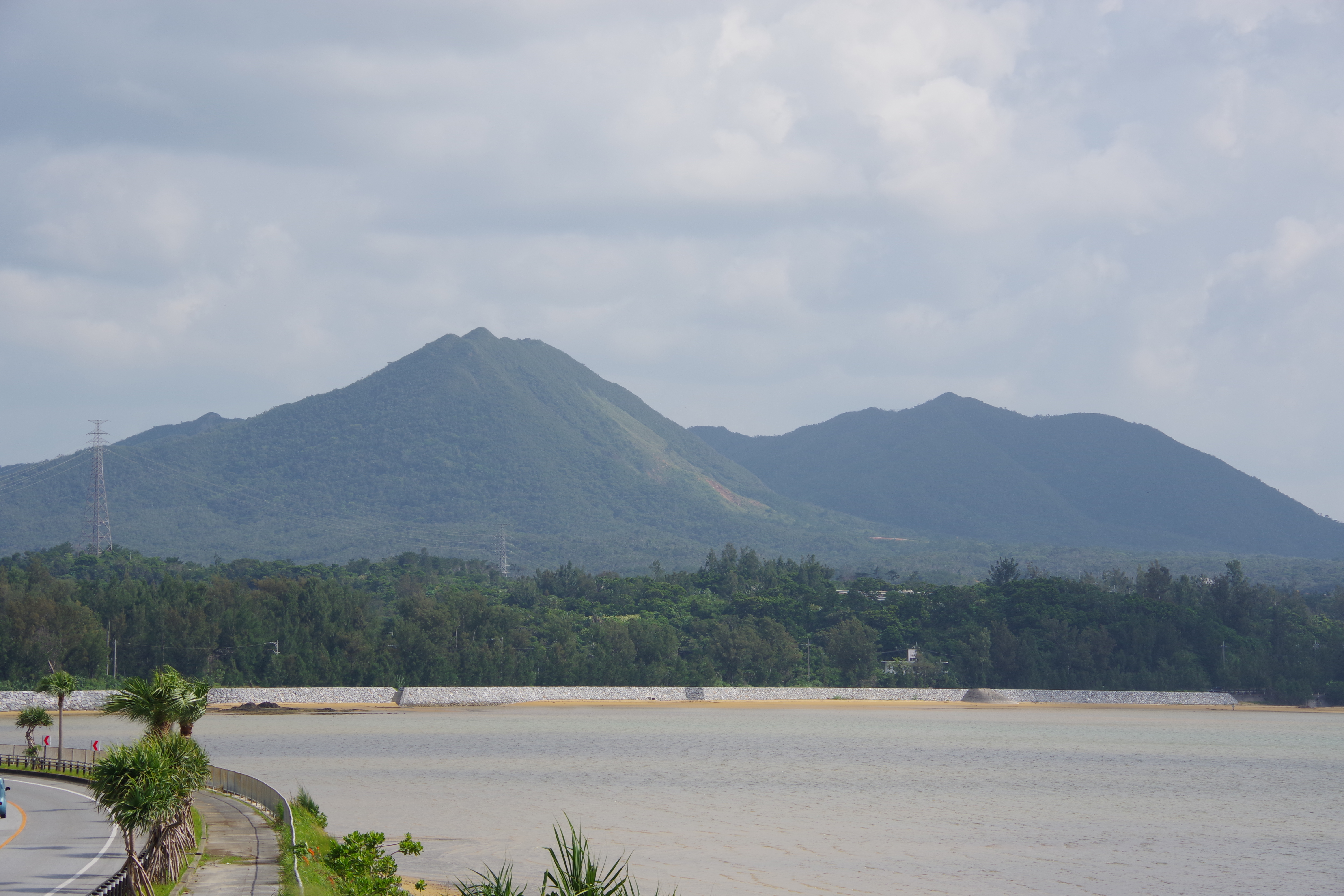
南方から望む久志岳（左）と辺野古岳（右）

- 名護岳
- 久志岳
- 辺野古岳
- 北明治山
- 多野岳
- 二ツ岳
- 大浦湾

## 現在の名護市久志地域
合併後は人々は市の中心部の名護や市街地に近い西海岸の屋部・羽地とは対照的に、旧村域は人口がさらに減少し衰退の一途をたどった。特に米軍基地があり（名護市街に通じる）国道329号沿いの久辺三区（久志・豊原・辺野古）より名護市街から遠い二見以北の国道331号沿いの集落のほうが過疎化が進んでいる。
道路網の整備は進み、沖縄本島北部東海岸を縦断し本島を一周する道路（国道331号・沖縄県道70号国頭東線・一部の国道58号）も1980年代初めまでには全面舗装され、現在は沖縄のドライブ＆ツーリングコースにもなっている。しかし西海岸とを横断する道路が少なく、長らく国道329号の1本のみだったが、2008年に沖縄県道18号線が全線（東江〜大浦）開通し、大浦や大川だけでなく市役所の支所（かつての村役所）がある瀬嵩や近くの集落からも市街地へのアクセスが大幅に良くなった。それでも嘉陽や天仁屋などの集落は直接西海岸に通じる道路が林道しかなく、舗装はされているものの道幅が狭く、しかも山があるため頂上に林道が通じているため、山越えしなければならず生活道路としては向いていない。またそこらの集落と西海岸（おもに羽地方面）とを結ぶ横断道路の計画は多野岳や名護岳の山に隔てているため今のところ計画はない（県道18号線から名護市道羽地大川線や羽地ダム経由で羽地方面に向かうのは可能）。そのため大浦から沖縄県道18号線または二見まで出て国道329号で向かうか、さらに東村有銘へ行き沖縄県道14号線で源河に出る方法があるが、所要時間も少なくとも30分以上くらいはかかることになる。
主な産業は農業だが、漁港のある辺野古では漁業も行われている。1990年代以降はリゾート開発もするようになり、1ヶ所はすぐに倒産したものの、ゴルフ場も併設したカヌチャベイリゾートは長期滞在型リゾートとして県内外から人気を集めている。そこにはプロ野球横浜ベイスターズや米大リーグシアトル・マリナーズで活躍した佐々木主浩プロデュースのフィットネスクラブがあり、現役時代には自主トレでここを必ず訪れていた。また、佐々木のグッズも販売されている。
戦後接収されたアメリカ軍基地は現在でもキャンプ・シュワブをはじめ、市内のほとんどが辺野古を中心に旧村内に集中している。1996年に宜野湾市にある普天間飛行場を返還し、移設先をキャンプ・シュワブ沖に移設するという計画が決定した。しかし建設方法や周辺住民の反発、そして沿岸にサンゴ礁やジュゴンが生息するなどの環境問題などで未だに建設されていない。その移設計画とともに北部振興策の一環として基地のある辺野古など久辺三区にさまざまな施設が建設された。1999年に名護市マルチメディア館、2001年には国際海洋環境情報センターがそれぞれ豊原に完成、そして2004年には沖縄初の高等専門学校となる沖縄工業高等専門学校が辺野古に開校した。基地の移設計画とともに大きく変貌を遂げている。その反面、あまり恩恵を受けていない二見以北との格差が広がってきている。

### 交通
道路
- 国道329号
- 国道331号
  - 二見バイパス（2011年3月開通）
- 沖縄県道13号線
- 沖縄県道18号線
- 嘉陽林道
- 名護林道
- 源河林道

路線バス
かつては久志に沖縄バスのバスターミナルがあり、中部を経由し那覇に向かう久志線（22番）のほか、名護市街行きの辺野古 - 名護線（77番）、東村平良行きの辺野古 - 平良線（78番）、天仁屋線（79番）、嘉陽線（80番）が運行されていた。しかし過疎化で乗客は減少し、数えるほどしか乗客がいない路線もあり赤字だったため、復帰後に久志線と辺野古 - 名護線の路線を統合し、辺野古経由の名護東線（77番）となった。1990年代初めまでには旧村内のみを通るバスを統合し、名護バスターミナルから二見以北の旧村内を通り、東村平良 - 大宜味村塩屋経由で名護に戻る名護東部線（74番は平良廻り、78番は二見廻り）とした。最後まで残った久志線は那覇から中部の具志川市（現在のうるま市）安慶名までに路線を短縮して廃止され（安慶名線に改称されたがのちに廃止）、バスターミナルも廃止された。
二見以北の名護東部線は乗客の少なさから2003年にさらに見直され、名護バスターミナルから二見以北の国道331号を経由し東村役場前までのルートに変更、さらに2018年には東村が村内に乗り入れる路線バスを廃止し村独自でコミュニティバスを運行開始したため、市村境にある有津までに短縮された（東村へ向かうには有津バス停から徒歩で東村に入り有銘でコミュニティバスに乗り継ぐ）。
二見以南の国道329号方面には1日22〜27本運行されているが、二見以北の国道331号方面には1日朝夕晩3本しか運行されない（朝の始発の次は夕方までバスの便はない）。
- 22番・名護 - うるま線（沖縄バス）　二見以南の国道329号を通るが、平日5往復のみの運行（終点の県立中部病院であるため）
- 77番・名護東（辺野古）線（沖縄バス）　二見以南の国道329号を通り、沖縄市以南の本島中部や那覇市（那覇バスターミナル）へ向かう唯一の路線（平日午前中は沖縄市〜那覇市の区間は急行便あり）
- 78番・名護東部線（琉球バス交通・沖縄バス共同運行）　二見以北の国道331号を通るが1日3本のみ

### 学校
- 国立沖縄工業高等専門学校
- 名護市立久志小中学校（2012年に久志小学校と久志中学校を小中一貫校として統合。愛称・緑風学園）
- 名護市立久辺中学校
- 名護市立久辺小学校
- ヒューマンキャンパス高等学校（通信制高校、2014年に廃校となった旧名護市立三原小学校跡を改装して開校）
- エナジックスポーツ高等学院（2021年に旧名護市立久志小学校の校舎を改装して通信制高校として開校後、2024年から全日制高校となる）

### 主要施設
- アメリカ軍基地
  - キャンプ・シュワブ（辺野古）
  - 辺野古弾薬庫（辺野古）
- 名護市マルチメディア館（豊原、下記の施設と隣接）
- 国際海洋環境情報センター（豊原、GODAG・独立行政法人海洋研究開発機構の付属機関）
- ゆかり牧場（二見、闘牛場）
- カヌチャベイリゾート（安部）
- 久志岳ゴルフガーデン（久志）
- グループホームいがしま（久志）
- エナジックゴルフアカデミー（瀬嵩）

## 備考
- 久志を2つに分けるとき「久辺」と「久志」に分かれるが、その場合「久辺」は久志・豊原・辺野古の3集落、「久志」は二見・大浦・大川・瀬嵩・汀間・三原・安部・嘉陽・天仁屋の9集落となる。
- 久志集落の小学校・中学校の校区は“久辺”のほうで、“久志”ではない（かつては郵便局の集配エリアもそうだったが、現在は久辺郵便局に一本化されており、久志郵便局は無集配となった）。